# Hjalmar Alfred Dahl
Hjalmar Alfred Dahl (* 1856 in Bergen, Norwegen; † 1884 ebenda) war ein norwegischer Landschaftsmaler der Düsseldorfer Schule.

## Leben
Dahl war ein Sohn des Infanterie-Kapitäns Hans Andreas Dahl (1818–1890) und dessen Frau Eline Jacobine Wallendahl (* 1826). Wie zuvor sein älterer Bruder Hans, der seit 1873 an der Kunstakademie Düsseldorf studierte, beschritt er eine Ausbildung zum Landschaftsmaler. In den Jahren 1880/1881 war er an der Düsseldorfer Akademie eingeschrieben. Dort waren Hugo Crola und Heinrich Lauenstein seine Lehrer in der Elementarklasse B. Allerdings bescheinigten sie ihm geringes Talent.